# (1333) Cevenola
(1333) Cevenola ist ein Asteroid des Hauptgürtels, der am 20. Februar 1934 von der französischen Astronomin Odette Bancilhon in Algier entdeckt wurde.
Der Name des Asteroiden ist abgeleitet von der südfranzösischen Bergregion der Cevennen.